# Кегумс
Ке́гумс (латыш. Ķegumsо файле; ранее Кеггум, нем. Keggum) — город (до 1993 года — посёлок городского типа) в центральной части Латвии, в составе Огрского края, бывший административный центр Кегумского края.
Расположен в 46 км к юго-востоку от Риги, на правом берегу Даугавы, между городами Лиелварде и Огре, по обе стороны железнодорожной линии Рига — Крустпилс и автодороги A6. До 2009 года входил в состав Огрского района.
Постоянное население — 2 357 чел. Площадь города — 6,8 км². Действует Кегумская ГЭС мощностью 264,1 МВт. В советские времена здесь был открыт рыбоводный завод.
Железнодорожная станция на линии Рига — Крустпилс.

## Население
Кегумс относится к одному из пяти городов Латвии, в которых между 1991 и 2001 годами отмечался прирост населения. Причём из них в Кегумсе он был наиболее значительным (далее следовал Икшкиле). Оба росли за счёт субурбанизации столицы — Риги. В городе построено много дач и загородных домов рижан. Привлекательность города обусловлена хорошей экологической ситуацией и невысокими ценами на недвижимость.
В населении города преобладают латыши (80 %).

## Инфраструктура

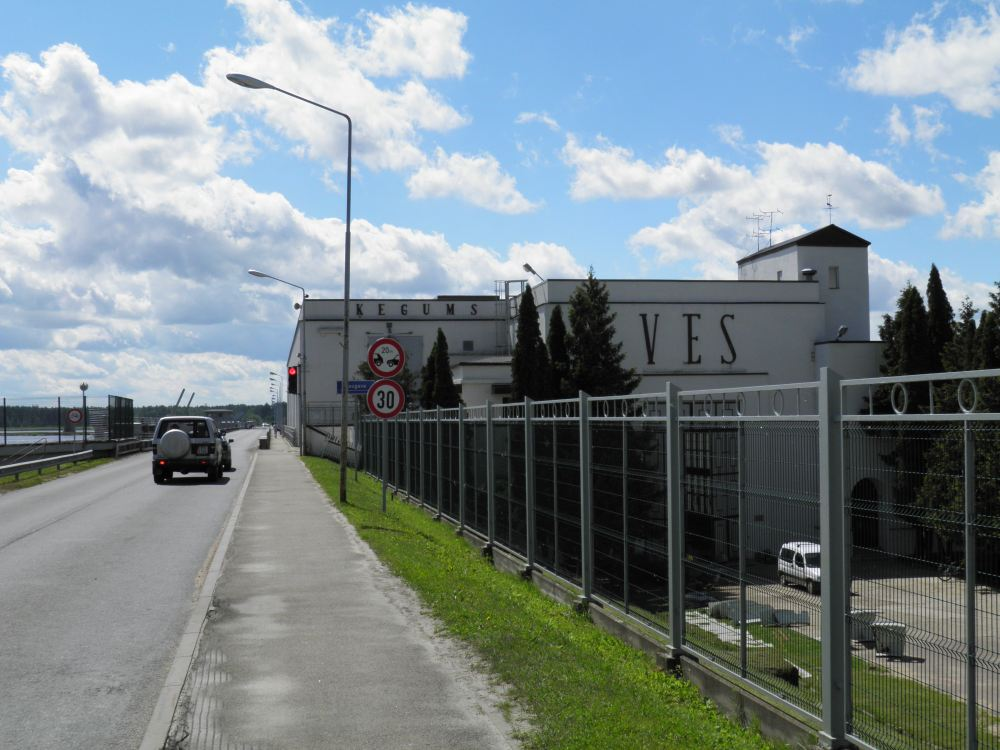
Кегумская ГЭС

Главный промышленный объект города — Кегумская ГЭС, старейшая гидроэлектростанция на Даугаве. Впервые попытка разработать проект гидроэлектростанции в Кегумсе была предпринята ещё в Российской империи в 1914 году, но её строительство началось только в 1936 году. В 1939 году был запущен первый агрегат, а третий вступил в строй в мае 1940 года.
В Кегумсе имеются: железнодорожная станция, отделение связи, амбулатория, аптека, ветеринарный магазин, библиотека, коммерческая школа, Дом культуры, детский сад. Напротив Кегумса раскинулись обширные широколиственные леса, имеется значительный рекреационный потенциал.

## Легенды
- Существует легенда о том, что русские плотогоны, преодолевая находившиеся неподалёку от нынешнего Кегумса речные пороги, кричали «Тягом! Тягом!», а позднее из этого возник топоним «Кегумс».
- Предполагается также, что именно в Кегумсе, в имении Вульфеншильда, работали латышские крестьяне — ближайшие родственники Марты Скавронской (впоследствии получившей известность как императрица Екатерина I)[7].